# Ellen Thesleff
Ellen Thesleff, född 5 oktober 1869 i Helsingfors, död där 12 januari 1954, var en finländsk målare. Hon utbildade sig i Finland och Paris samt var under flera perioder bosatt i Italien. Hennes konstnärskap domineras av oljemålningar och under de sex decennier hon var verksam utvecklades hennes stil från ett naturalistiskt uttryckssätt till en experimentartad färgexpressionism. 

## Biografi

### Tidigt liv
Ellen Thesleff tillhörde en gammal kultursläkt från östra Finland, med antingen tyska eller slaviska rötter. Hon var dotter till överdirektören vid väg- och vattenbyggnadsstyrelsen Alexander August Thesleff och Emilia Mathilda Sanmark. Hon hade syskonen Eynar (1867–1927), Gerda (1871–1939), Rolf (1878–1938) och Thyra (1880–1959). Sitt namn fick hon efter föräldrarnas första dotter, Ellen, som föddes 1866 och dog i ettårsåldern. Hon föddes i Helsingfors och bodde åren 1872–1884 med familjen i Kuopio, där fadern var distriktsingenjör och där hon 1880 började sin skolgång vid fruntimmersskolan. På somrarna bodde familjen i en villa på ön Kumpusaari i Kallavesi. Efter återkomsten till Helsingfors gick hon 1884–1884 i Svenska fruntimmersskolan i Helsingfors. Familjen bosatte sig på adressen Bulevarden 13.

### Utbildning i hemlandet
Sin första konstnärliga utbildning fick Thesleff hos fadern, som var mycket konstintresserad; han tog med henne på utställningar och betalade hennes modeller. År 1885 började hon studera för Adolf von Becker, och 1887 flyttade hon till Finska Konstföreningens ritskola. Bland hennes lärare där var Fredrik Ahlstedt. År 1890 började hon, tillsammans med några andra elever från ritskolan, däribland Magnus Enckell, Beda Stjernschantz och Väinö Blomstedt på Gunnar Fredrik Berndtsons akademi. Sin utställningsdebut gjorde hon på Finska konstnärernas höstutställning 1891 med målningen Eko. Debuten möttes av välvilliga recensioner och Eko inköptes av utställningskommissarien Ernst Nordström.

### Studier i Paris
Hösten 1891 begav sig Ellen Thesleff tillsammans med konstnärskollegorna Anna Bremer, Jenny Cajander och Sigrid Granfelt till Paris för att bedriva studier vid Académie Colarossi. Där undervisades de av bland andra Gustave Courtois, Puvis de Chavannes och Eugène Carrière. Vid sidan av studierna tog Thesleff del av Paris kulturliv och bevistade flitigt museer och utställningar, särskilt Louvren, där hon gärna tecknade och ägnade mycket uppmärksamhet åt verken av Leonardo da Vinci och Sandro Botticelli samt den egyptiska konsten. På kvällarna besökte hon ofta kaférestaurang Régence, en samlingsplats för skandinaviska konstnärer. I bekantskapskretsen ingick bland andra finländarna Aleksander Federley och Pekka Halonen samt svenskorna Fanny Låstbom och Gerda Ahlm.
Undervisningen vid Académie Colarossi avslutades den 15 mars 1892, men Thesleff reste inte tillbaka till Finland förrän i början av juni. De sista dagarna i Paris ägnades åt utställnings- och teaterbesök. Färden hem gick igenom Bryssel, Antwerpen och Lübeck i sällskap med Magnus Enckell och Carl Wilhelmson. Hon anlände till Hangö den 9 juni 1892.

### Senare liv
Thesleff vistades mycket i Italien, dit hon kom första gången 1894. Hennes mor och systrar följde ofta med. Brodern Rolf Thesleff var ambassadör i Rom och tack vare honom utvecklade familjen ett rikt kontaktnät med skandinaviska konstnärer och kulturpersonligheter. Åren 1894–1939 bodde Ellen Thesleff periodvis i Florens, på åtminstone sju olika bostadsadresser. Där utvecklade hon en mångårig vänskap med den engelske teatermannen Edward Gordon Craig, som hon träffade för första gången 1906 och som introducerade henne till träsnittstekniken. Ett flertal av hennes träsnitt publicerades i Craigs teatertidskrift The Mask.
På 1900 års världsutställning i Paris deltog hon med fyra målningar och vann en bronsmedalj.
Hon var i ett par år medlem av konstnärsgruppen Septem och deltog våren 1912 i gruppens första utställning med flera landskapsmålningar, inklusive Figurer i landskap (1911).
Somrarna tillbringade Thesleff ofta i Murole i Ruovesi, först på en familjegård och senare, efter att den såldes 1898, i ett hus kallat Casa Bianca som uppfördes efter hennes egna ritningar.

## Konstnärskap
Ellen Thesleffs produktiva period sträckte sig från cirka 1890 till 1950, med mindre uppehåll; under den tiden utförde hon cirka 780 oljemålningar, 170 träsnitt och 60 etsningar. Bland hennes verk finns två monumentala uppdrag: en serie väggmålningar som hon 1928 utförde på Pekkala gård i Ruovesi och som blev hennes största enskilda uppdrag, samt en dekorativ takmålning i Konstnärsgillet i Finlands festsal i Helsingfors som hon fick göra efter vunnen tävling 1934.
Thesleffs stilutveckling kan indelas i tre distinkta perioder. Inledningsvis, från ca 1890 till 1905, bar hennes måleri en naturalistisk prägel. Verk från denna period – huvudsakligen porträtt och landskap – är rotade i 1880-talets realism och hör till de mest naturtrogna och naturavbildande i hennes oeuvre. Samtida kritiker såg dem som influerade av Eugène Carrière, vilket Thesleff själv förnekade.
Efter sekelskiftet 1900 började hon experimentera sig fram till nya uttrycksformer och kom att inspireras av den franska fauvismen samt av Vasilij Kandinskij; hennes verk från perioden ca 1906–1927 är mindre naturtrogna och använder sig i större utsträckning av färgen som uttrycksmedel. Hon blev därmed den första färgexpressionisten i Finland. En ytterligare tydlig karaktärsförändring i Thesleffs stil skedde ca 1928 då hennes teknik blev ännu lättare och mer experimentartad, och motiven mer fantastiska. Tyngdpunkten i hennes måleri under denna period övergick från formen och färgen till linjen.
Förutom måleri ägnade sig Thesleff även åt grafik och räknas jämte Akseli Gallen-Kallela och Hugo Simberg till träsnittskonstens främsta företrädare i Finland.
Ellen Thesleff är representerad med ett stort antal verk på Finlands nationalgalleri Ateneum.

## Galleri

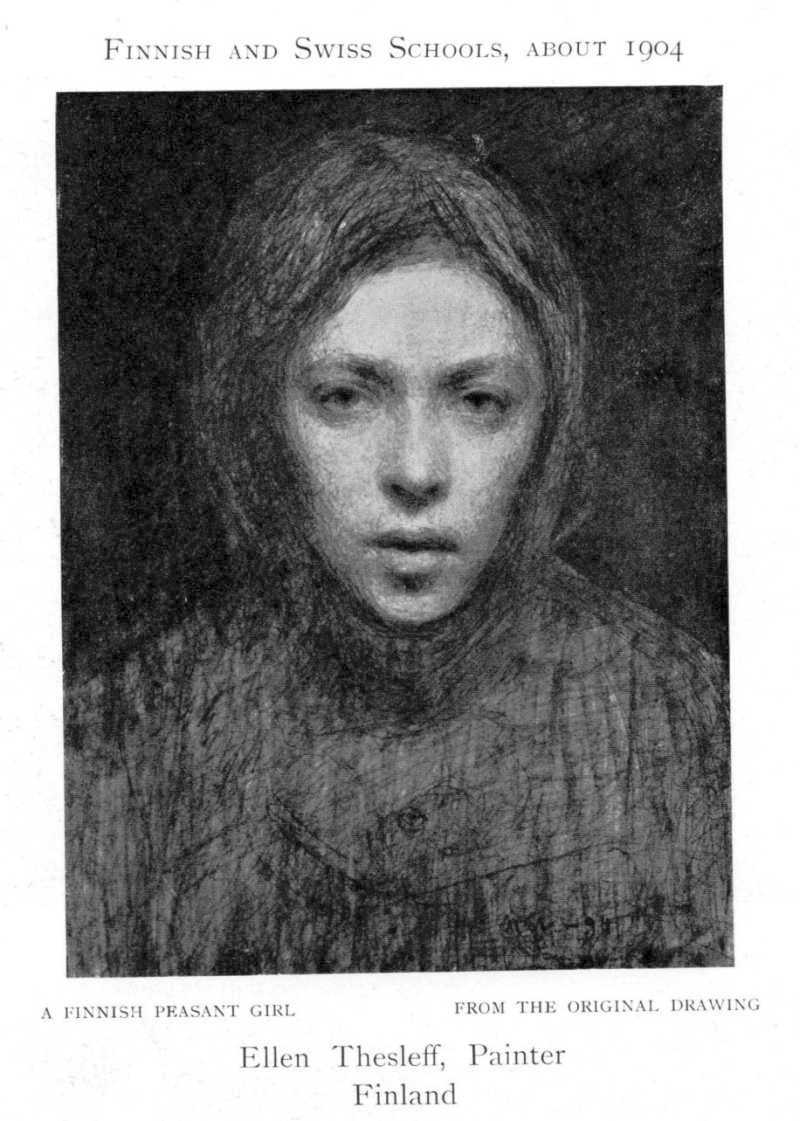
Självporträtt (1895)
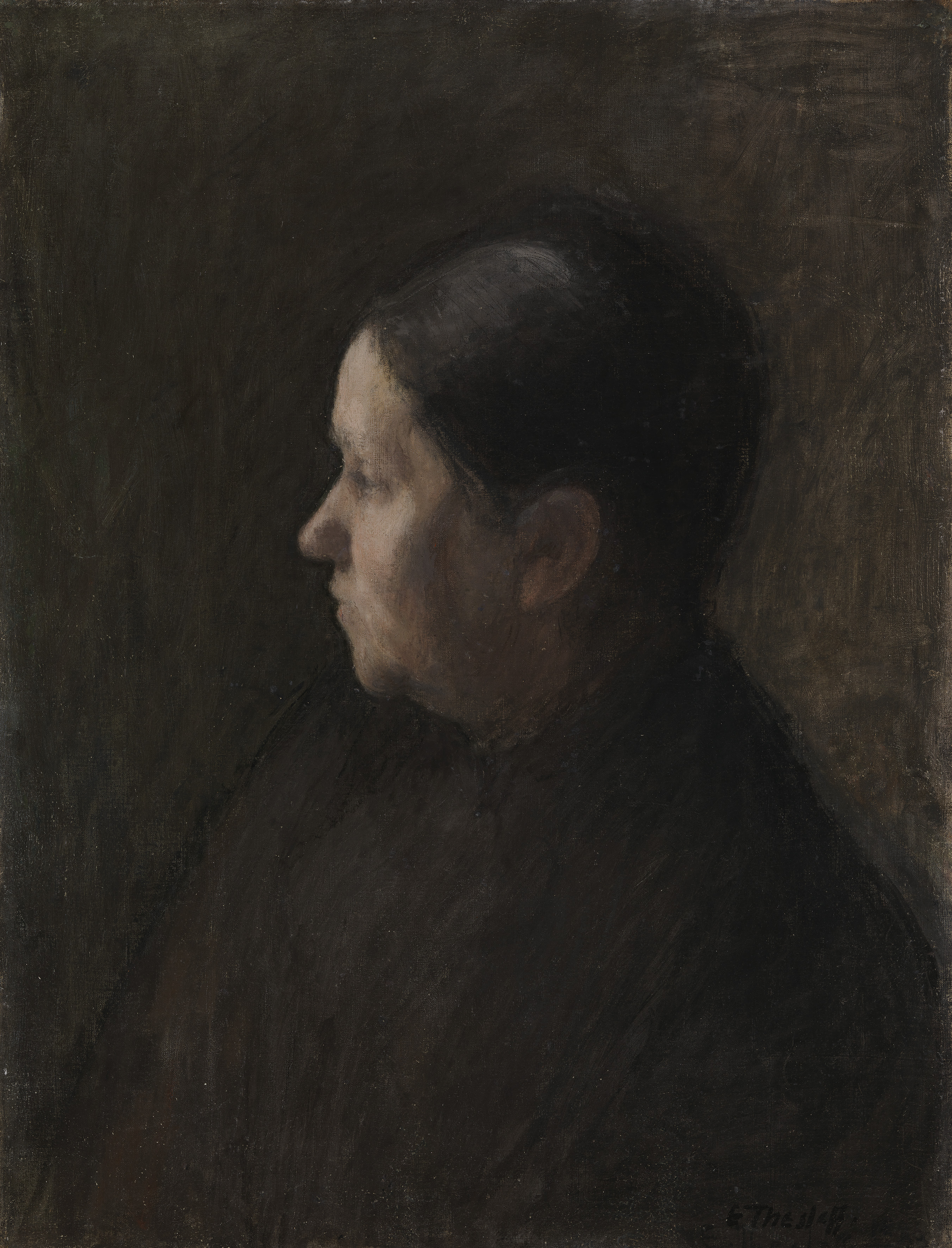
Porträtt av konstnärens mor (1896)
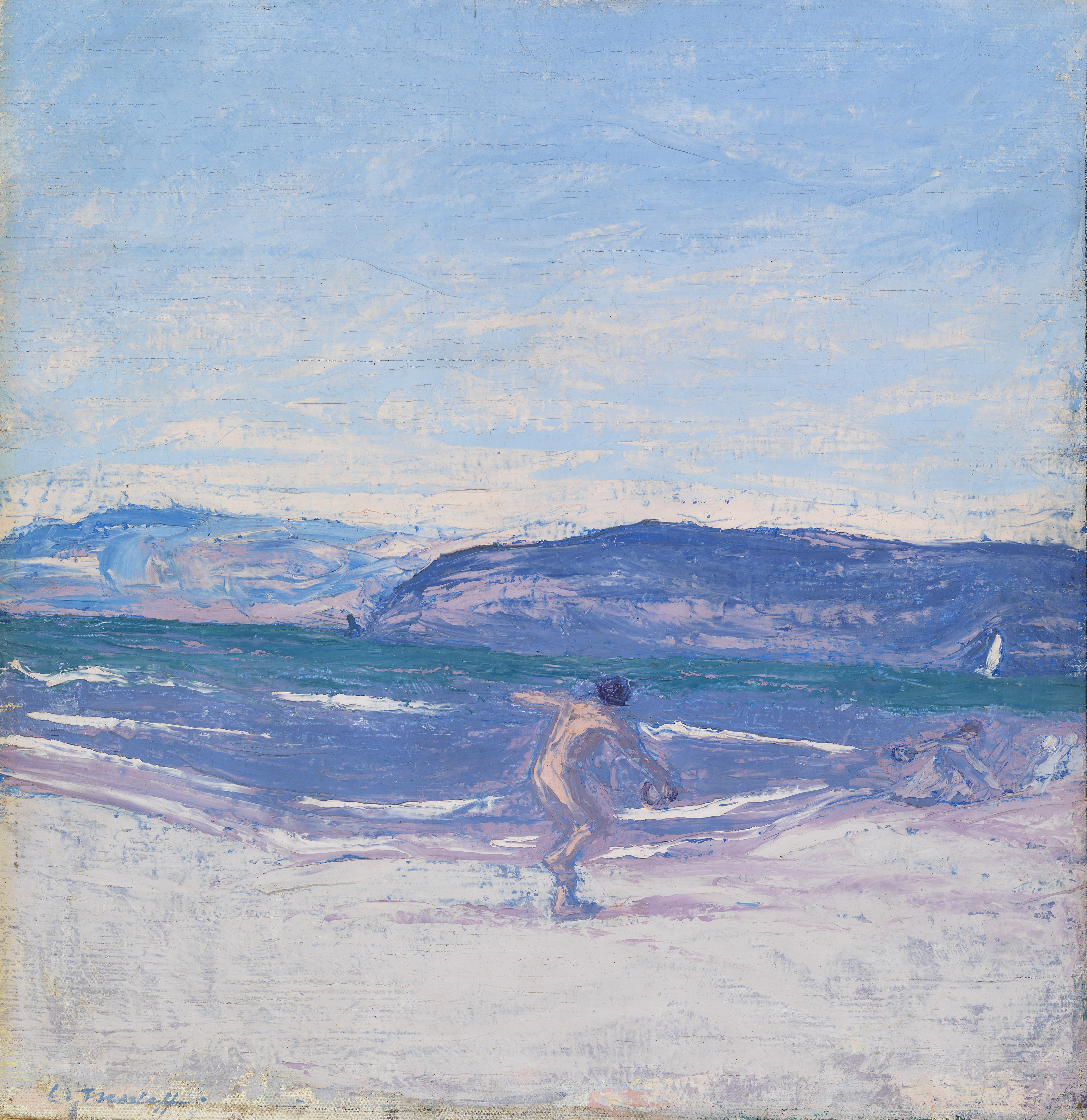
Bollspel (1909)
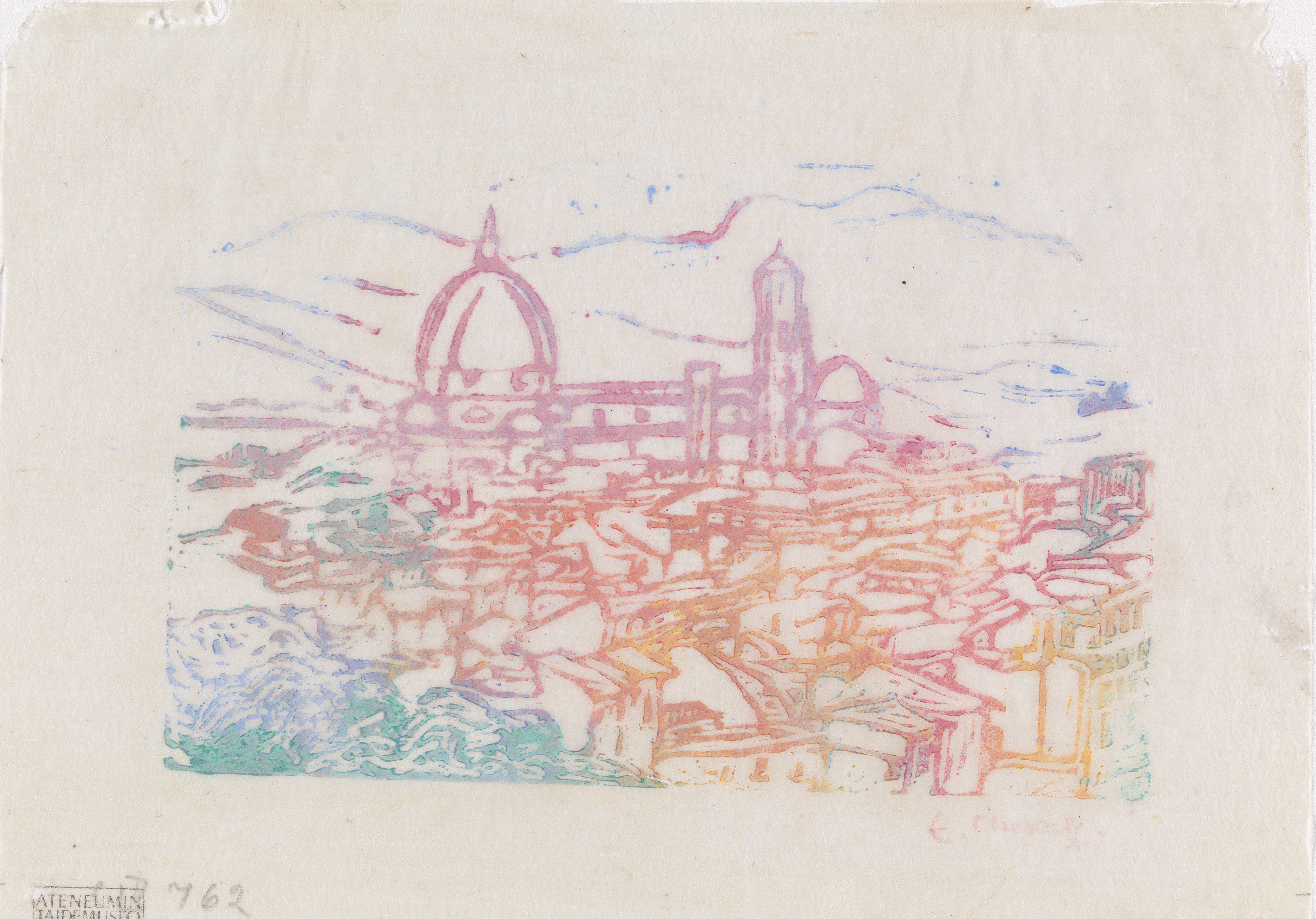
Florens (1909)
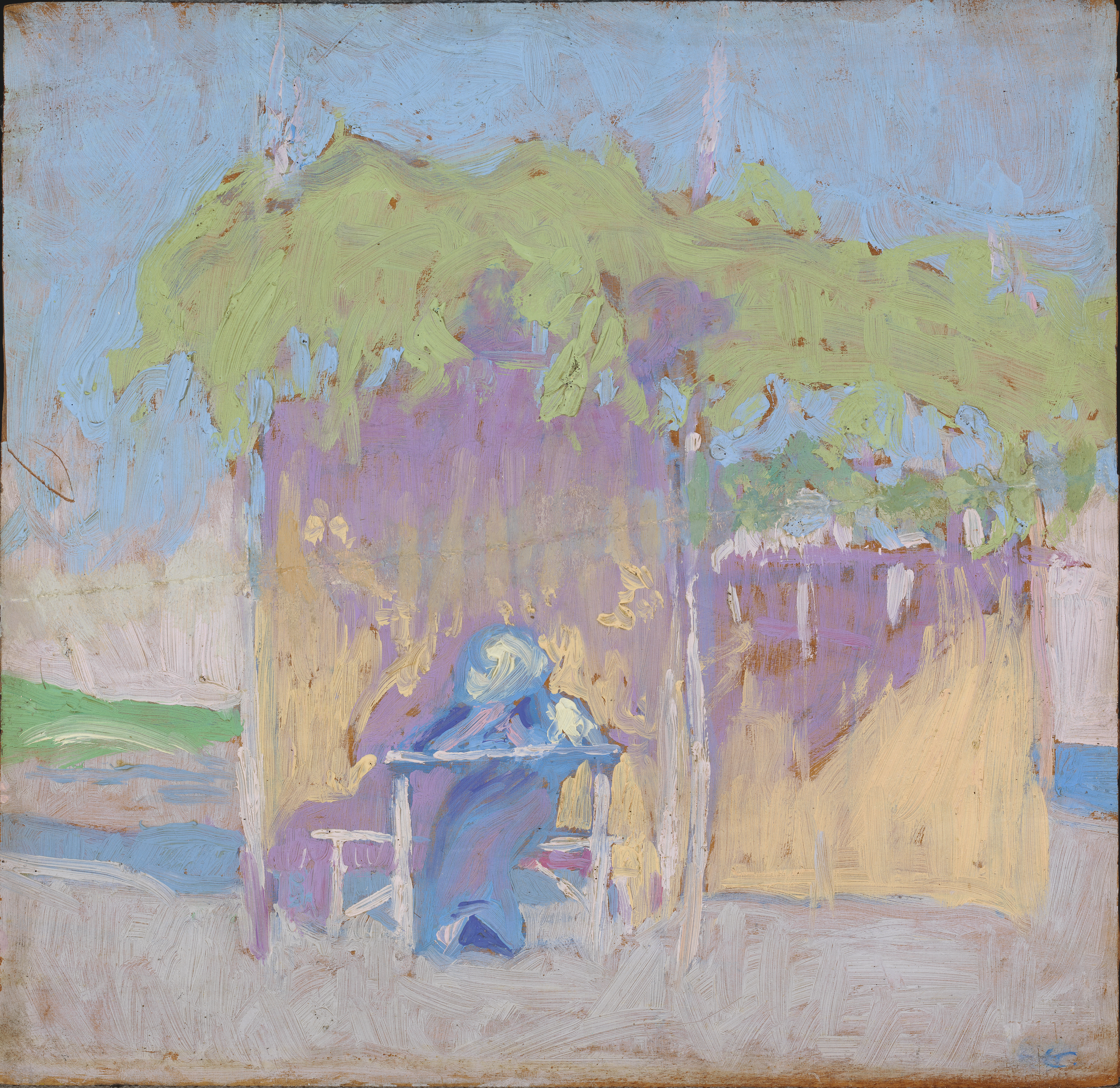
On the Beach - Forte dei Marmi (1913)
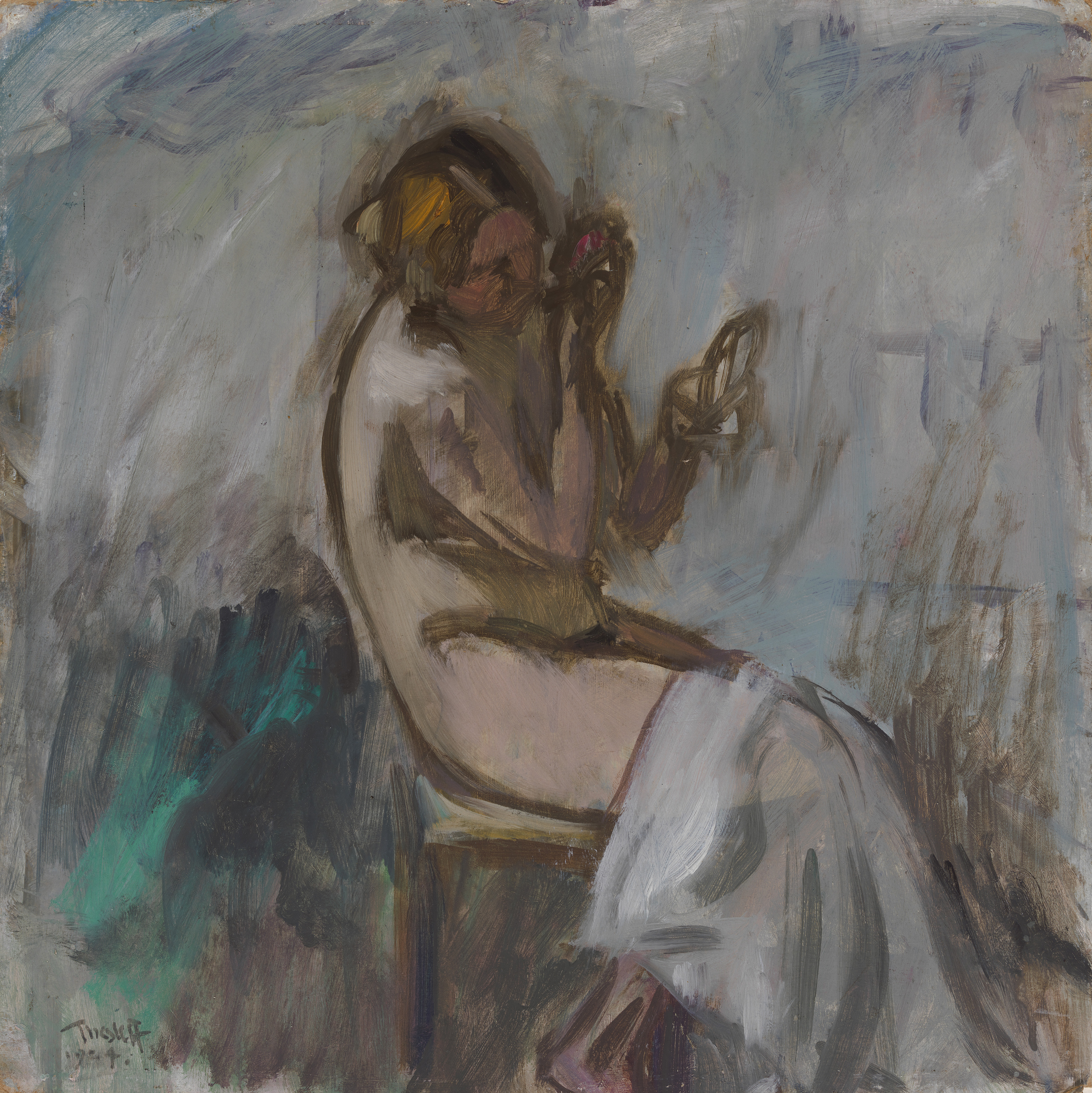
Modell med spegel (1924)
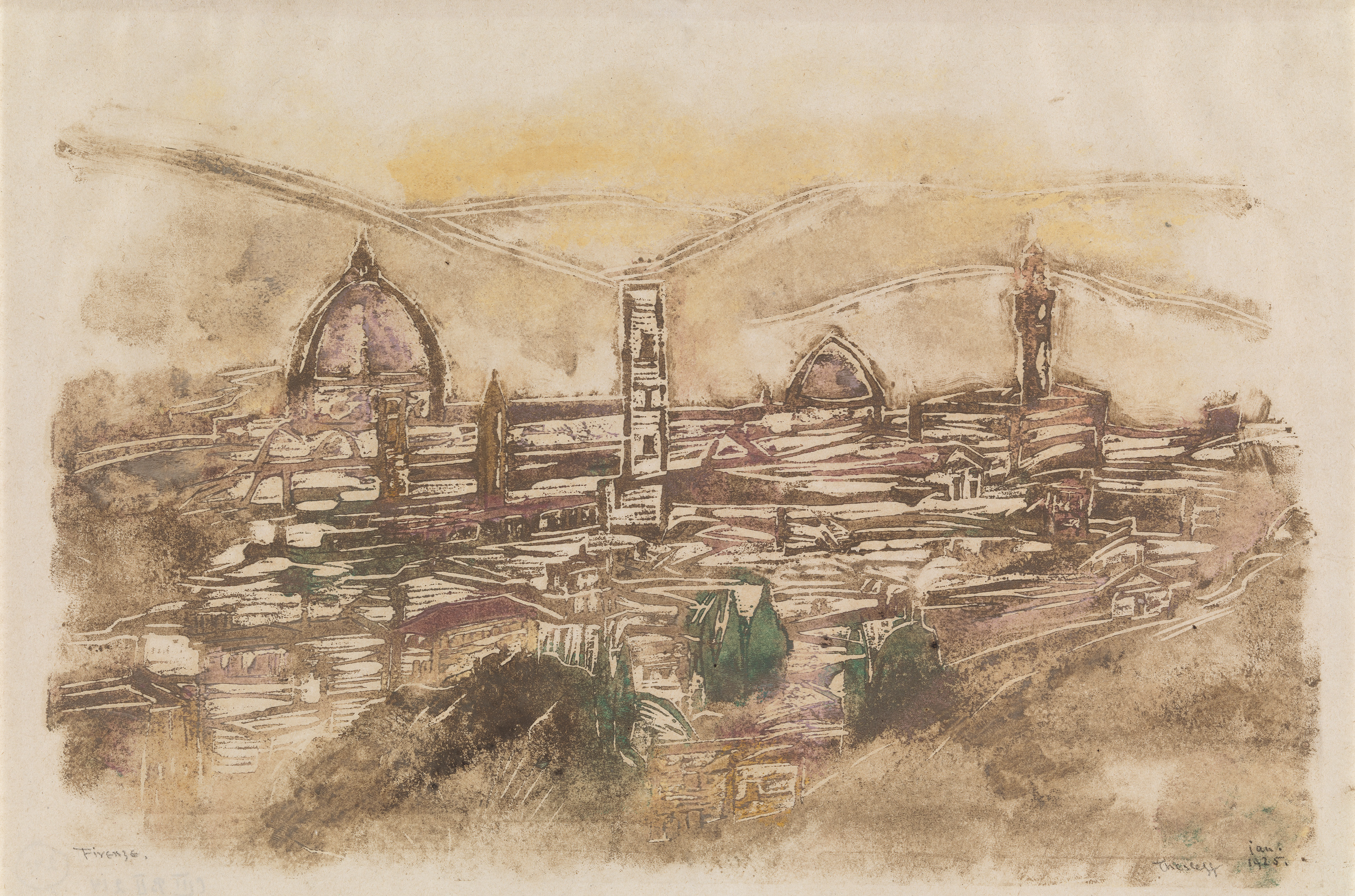
Florens (1925)